# Mindscape (film)
Pour les articles homonymes, voir Mindscape.
Pour plus de détails, voir Fiche technique et Distribution.
Mindscape est un thriller hispano-américain de Jorge Dorado sorti en 2013.

## Synopsis
Un parapsychologue, employé de la firme MINDSCAPE spécialisée dans la recherche d'éléments de preuve dans les souvenirs, et qui reprend le travail deux ans après avoir perdu femme et enfant, doit s'occuper du cas d'une adolescente anorexique qui s'avère plus compliqué qu'il n'y paraît.

## Fiche technique
- Titre original : Anna
- Titre français : Mindscape
- Réalisation : Jorge Dorado
- Scénario : Guy Holmes, d'après un sujet de Guy Holmes et Martha Holmes
- Direction artistique : Alain Bainée
- Décors :
- Costumes : Clara Bilbao
- Photographie : Óscar Faura
- Son :
- Montage : Jaime Valdueza
- Musique : Lucas Vidal
- Production : Jaume Collet-Serra, Mercedes Gamero, Peter Safran et Juan Sola
- Sociétés de production : The Safran Company, Antena 3 Films, Ombra Films, 26 Films et StudioCanal
- Sociétés de distribution : Warner Bros. (Espagne), Vertical Entertainment (États-Unis)
- Budget : 7 millions USD (estimation)
- Pays de production :  Espagne,  États-Unis
- Langue originale : anglais
- Format : couleur — 35 mm — 2,35:1 — son Dolby Digital
- Genre : thriller
- Durée : 99 minutes
- Dates de sortie
  - : 24 janvier 2014
  - États-Unis : 5 avril 2014 (Festival Internationald du Film de Dallas (en))
- Classification :
  - États-Unis : R

## Distribution
- Mark Strong (V. F. : Éric Herson-Macarel) : John Washington
- Taissa Farmiga (V. F. : Rose-Hélène Michon) : Anna
- Brian Cox (V. F. : Gérard Boucaron) : Sebastian
- Clare Calbraith : Jaime
- Richard Dillane (V. F. : Philippe Robert) : Robert Green
- Rod Hallett : Détective Worner
- Alberto Ammann (V. F. : Christophe Seugnet) : Tom Ortega
- Indira Varma : Judith Morrow

Sources et légende : Version française selon le carton de doublage français.

## Production
Il s'agit du premier film de la société Ombra Films, fondée par Jaume Collet-Serra et Juan Sola avec le financement de StudioCanal et de The Safran Company, visant à produire aux États-Unis des films de cinéastes espagnols.

## Tournage
Les scènes d'extérieur où l'on peut voir la résidence des parents d'Anna ont été tournées au château d'Essendiéras en Dordogne.

## Distinctions

### Nominations
- Goyas 2014 : meilleur nouveau réalisateur

### Sélections
- Festival international du film fantastique de Gérardmer 2014